# Jean Pelletier (homme politique)
Pour les articles homonymes, voir Jean Pelletier et Pelletier.
Jean Pelletier est un journaliste et homme politique français né le 13 août 1870 à Flacé-lès-Mâcon (Saône-et-Loire) et mort le 24 avril 1944 à Flacé-lès-Mâcon (Saône-et-Loire).

## Biographie
Après plusieurs années comme répétiteur dans des lycées de la région lyonnaise, Jean Pelletier lance en 1896 le journal républicain L'éclaireur de Mâcon. Il est élu conseiller général du Canton de Mâcon-Nord, puis maire de Flacé-les-Mâcon en 1919.
Élu sénateur en 1927, il siège sur les bancs de gauche. Il vote les pleins pouvoirs constituants au maréchal Pétain le 10 juillet 1940.

## Sources
- « Jean Pelletier (homme politique) », dans le Dictionnaire des parlementaires français (1889-1940), sous la direction de Jean Jolly, PUF, 1960 [détail de l’édition]